# Груди
Груди (лат. mammae) — парні органи у верхній вентральній частині тулуба приматів, зокрема людини, що містять молочні залози, пристосовані до грудного вигодовування новонароджених та немовлят грудним молоком. Кожна грудь має сосок і ареолу навколо нього. Груди у чоловічому та жіночому організмі розвиваються з одних і тих самих тканин ембріона. Проте лише люди мають постійні відносно збільшені груди: у інших приматів груди збільшуються лише під час вагітності.
У період пубертату естрогени в поєднанні з гормоном росту викликають постійний ріст грудей у жінок. Підшкірний жир покриває та обволікає мережу молочних проток, які сходяться до соска, і ці тканини надають грудям розмір та форму. На кінцях проток знаходяться долі або скупчення альвеол, де виробляється і зберігається молоко у відповідь на гормональні сигнали. Під час вагітності груди реагують на складну взаємодію гормонів, включаючи естрогени, прогестерон і пролактин, які опосередковують лобулоальвеолярне дозрівання, при підготовці до лактації та грудного вигодовування.
Поряд із основною функцією харчування немовлят, жіночі груди мають соціальні та статеві характеристики. Вони були представлені в стародавній і сучасній скульптурі, мистецтві та фотографії, і можуть відігравати роль у сприйнятті жіночого тіла. Багато культур асоціюють груди із сексуальністю і схильні вважати оголені груди на публіці нескромністю, зокрема, й під час годування. Груди, особливо соски, є ерогенною зоною.

## Етимологія
Для жіночих грудей в українській мові вживались: перса (перси) поет., цицьки розм., пазуха розм. Запозичене бюст як частина фігури (звідси бюстгальтер, бюстьє).
Слово груди в українській мові має ще кілька значень: передня частина тулуба від шиї до живота; грудна порожнина, що вміщує серце і легені; грудна порожнина як місце, де зосереджені психічні переживання.
У членистоногих груди — відділ тіла між головою і черевцем. У примітивних ракоподібних сегменти грудей численні й непостійні за кількістю, несуть неспеціалізовані кінцівки — одночасно плавальні, жувальні і дихальні (зябра).

## Огляд
Розміри та форма грудей індивідуальні. Як правило, груди мають різні розміри: в більшості випадків ліва грудь дещо більша за праву. Соски можуть бути випинатися, бути пласкими та інвертованими. Колір сосків та ореол залежить від раси та віку жінки. Як правило, чим темніший колір шкіри, тим темніші соски та ареоли.
Під час вагітності та годування грудьми груди збільшуються внаслідок вироблення молока молочними залозами; пігментація ареол та сосків посилюється через підвищення рівня меланіну. Ерекція соска пов'язана зі скороченнями матки, і, навпаки — при механічному подразненні сосків скорочення матки посилюються. У молочних залозах, поряд з виробленням молока, утворюються речовини, що сприяють скороченню матки та її інволюції (зменшенню до початкових розмірів) у післяпологовий період. Після відлучення дитини від грудей груди, як правило, повертаються до попередніх розмірів, хоча можуть залишитись дещо більшими, ніж до пологів.
Для забезпечення здоров'я грудей рекомендують дотримуватись правил особистої гігієни. Важливо носити правильно підібраний бюстгальтер. Для попередження та своєчасного виявлення раку молочної залози рекомендують щопівроку проходити профілактичний гінекологічний огляд з обстеженням грудей (після пубертату) та раз на рік проходити мамографію (після 45-го року життя, якщо немає інших показань). Для визначення ризику раку молочної залози можливий також аналіз на мутації в генах BRCA1 і BRCA2.
Під час старіння груди природнім чином провисають. Для покращення вигляду та розмірів грудей використовують здоровий спосіб життя (відмову від паління, нормалізацію індексу маси тіла, відмову від вагітності), в критичних випадках пластичну хірургію. Однак при проведення пластичних операцій, особливо на сосках, існує ризик пошкодження молочних проток, що спричинює неможливість грудного вигодовування, а також ризик порушення чутливості сосків.

## Розвиток грудей

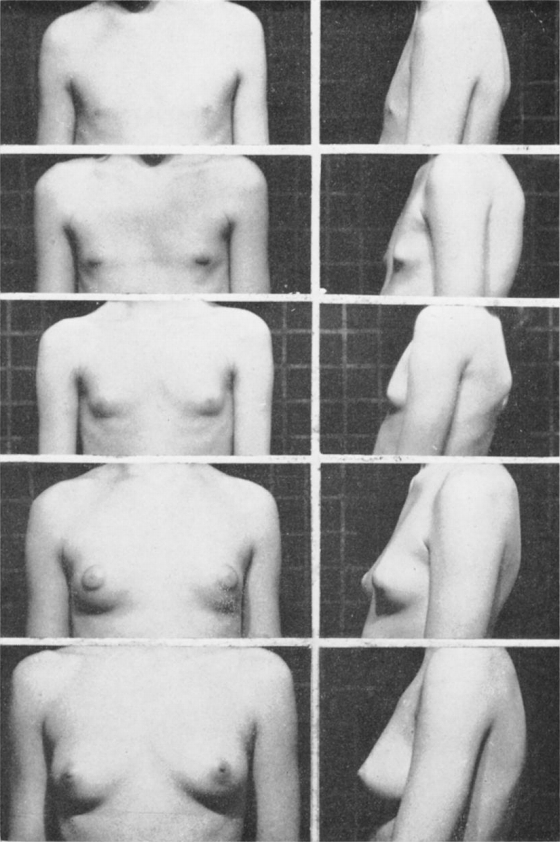
5 стадій розвитку грудей за Теннером

Первинний розвиток грудей починається у внутрішньоутробний період.
Вторинний розвиток грудей зазвичай відбувається під час пубертату, а саме телархе, що починається у віці 9—10 років і триває 2—3 роки. Оцінка рівня статевої зрілості за шкалою Таннера враховує ступінь збільшення молочних залоз і наявність статевого оволосіння:
- I — відсутнє збільшення молочних залоз і росту волосся на лобку, зовнішні геніталії з дитячого типу, початок збільшення розмірів яєчників;
- II — розвиток молочної залози до стадії «бутону», збільшується діаметр ареоли і наступає початок росту волосся на лобку, прискорення темпів росту тіла з переважним розширенням стегон і збільшенням відкладень жирової тканини;
- III — подальше збільшення розмірів молочної залози і ареоли в єдиному комплексі, волосся поширюються за межі лобкового симфізу, темніє, грубіє і починає витися;
- IV — ареола і сосок виступають над поверхнею молочної залози з утворенням вторинного горбка над контуром залози, оволосіння лобка за жіночим типом, яке однак не покриває всієї лобкової області;
- V — розміри і форма молочних залоз відповідають дорослій жінці, ареола вписується у загальний контур залози, статеве оволосіння набуває форми трикутника і займає всю надлобкову область, уповільнення швидкості росту і його остаточна зупинка; наступає початок регулярних овуляцій.

Раннє телархе можливе також до пубертату, разом з чи без раннього статевого дозрівання.

## Асиметрія грудей
Після настання менархе рівень естрогенів у плинній крові протягом менструального циклу спонукає подальший розвиток і зростання паренхіматозних і стромальних тканин, котрі утворюють молочні залози. Остаточного вигляду (розмір, об'єм, будова) жіночі груди набувають продовж кількох років, приблизно до 21 року.
Майже у 90 % жінок груди несиметричні: або за розміром, або за об'ємом, чи за відносним розташуванням на грудній клітці. Лише у 25 % жінок спостерігається виражена асиметрія (від одного розміру бюстгальтера і більше) молочних залоз. Асиметрія молочних залоз явно виражена приблизно у 5—10 % жінок, водночас у 62 % ліва грудь більша. Асиметрія може проявлятися у вигляді розходження розмірів молочних залоз, розташування ареоли і соска на грудях, форми шкірної згортки у місці кріплення залози на грудній клітці. За бажання може проводитися маммопластика (зміною положення молочної залози на грудній клітці, зменшенням або збільшенням об'єму однієї з залоз) відповідно до характеру асиметрії або ліпофілінг.

## Розмір грудей

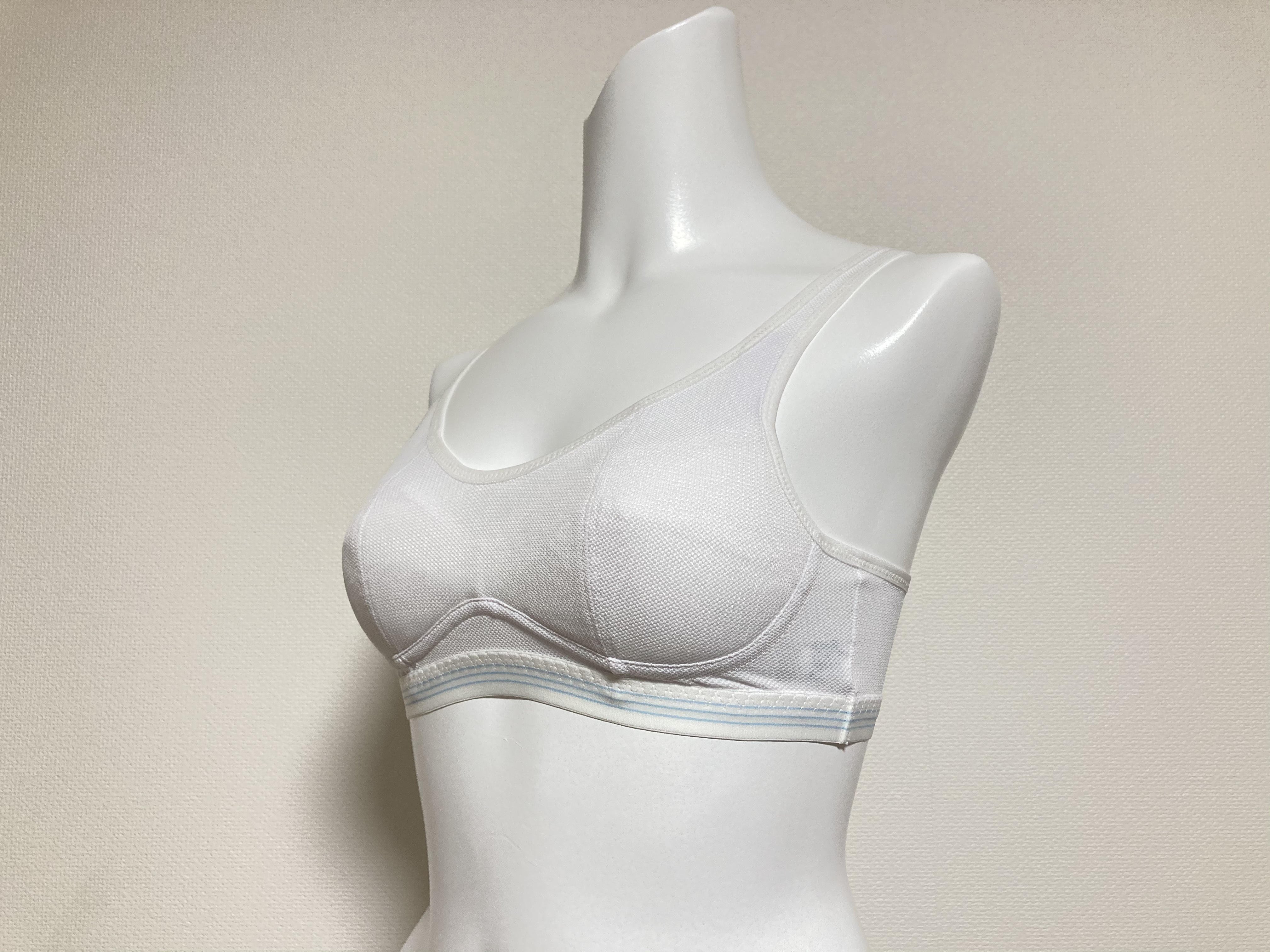
Спортивний бра

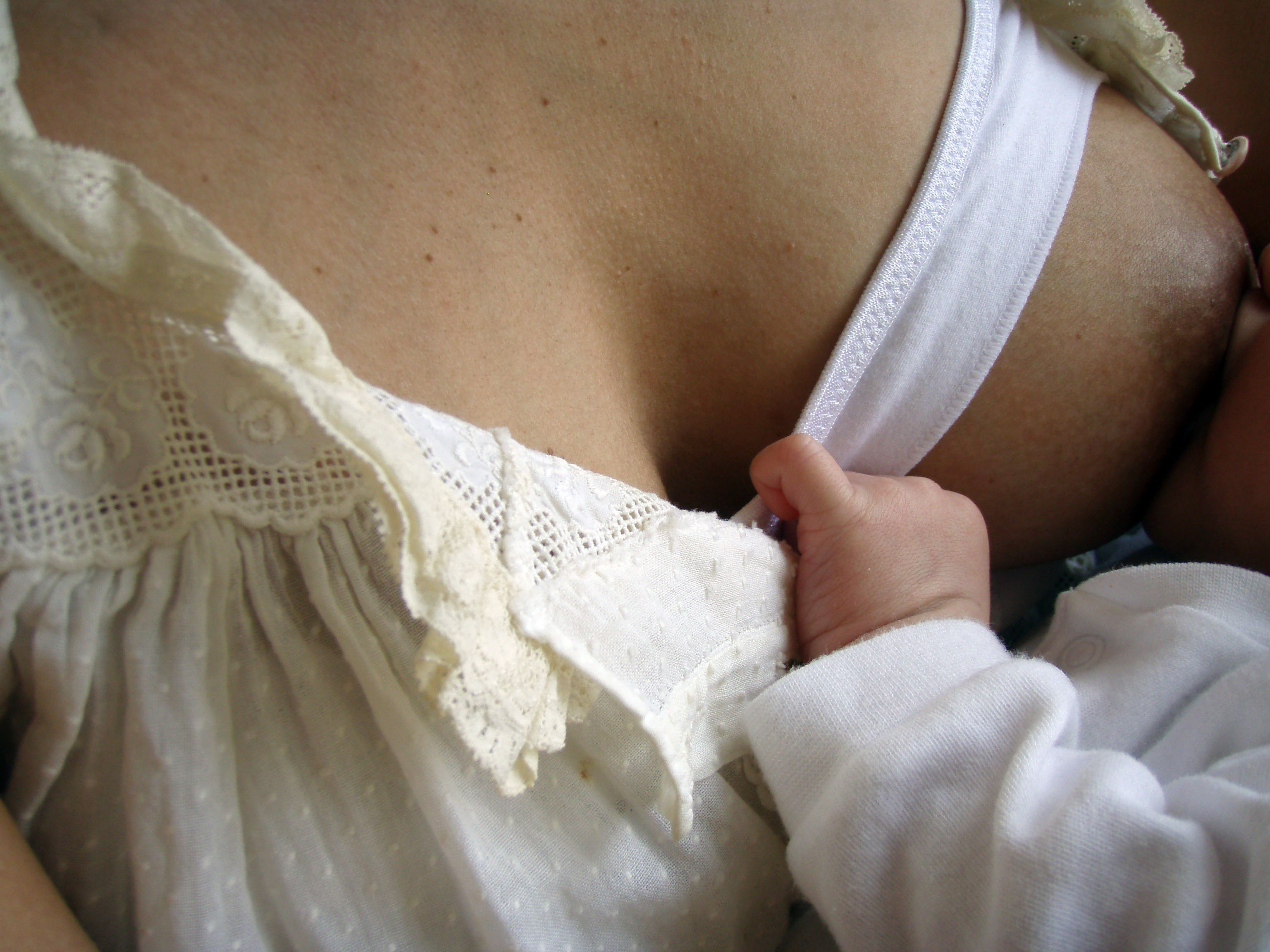
Жінка у бюстгальтері для годування (nursing bra)

Розміри та форма грудей індивідуальні. Як правило, груди мають різні розміри (в більшості випадків ліва дещо більша).  Під час вагітності та годування грудьми груди збільшуються. Після відлучення дитини від грудей груди повертаються до попередніх розмірів, хоча можуть залишитись дещо більшими, ніж до пологів.
Важливо носити правильно підібраний бюстгальтер (хоча він не захищає від провисання). Різні країни використовують різні системи маркування, тож при покупці варто перевіряти країну виробництва на етикетці.
| Обхват грудей | Обхват під грудьми | Система розмірів | Система розмірів | Система розмірів |
| Обхват грудей | Обхват під грудьми | Франція          | Англія, США      | Європа           |
| ------------- | ------------------ | ---------------- | ---------------- | ---------------- |
| 77–80 cm      | 62–66 cm           | 80A              | 30А              | 65А              |
| 80–83 cm      | 62–66 cm           | 80B              | 30B              | 65B              |
| 82–85 cm      | 67–71 cm           | 85A              | 32A              | 70A              |
| 85–88 cm      | 67–71 cm           | 85B              | 32B              | 70B              |
| 88–91 cm      | 67–71 cm           | 85C              | 32C              | 70C              |
| 87–90 cm      | 72–76 cm           | 90A              | 34A              | 75A              |
| 90–93 cm      | 72–76 cm           | 90B              | 34B              | 75B              |
| 93–96 cm      | 72–76 cm           | 90C              | 34C              | 75C              |
| 96–99 cm      | 72–76 cm           | 90D              | 34D              | 75D              |
| 82–95 cm      | 77–81 cm           | 95A              | 36А              | 80A              |
| 95–98 cm      | 77–81 cm           | 95B              | 36B              | 80B              |
| 98–101 cm     | 77–81 cm           | 95C              | 36C              | 80C              |
| 101–104 cm    | 77–81 cm           | 95D              | 36D              | 80D              |
| 97–100 cm     | 82–86 cm           | 100A             | 38A              | 85A              |
| 100–103 cm    | 82–86 cm           | 100B             | 38B              | 85B              |
| 103–106 cm    | 82–86 cm           | 100C             | 38C              | 85C              |
| 106–109 cm    | 82–86 cm           | 100D             | 38D              | 85D              |
| 105–108 cm    | 87–91 cm           | 105A             | 40A              | 90A              |
| 108–111 cm    | 87–91 cm           | 105B             | 40B              | 90B              |
| 111–114 cm    | 87–91 cm           | 105C             | 40C              | 90C              |

## Опущення грудей
Мастоптоз — опускання і втрата пружності молочними залозами, природний ефект старіння, а також генетично зумовлена ознака, зустрічається у будь-якому віці. Шкіра грудей втрачає пружність або розтягується і звисає уздовж грудної клітини, а сосково-ареолярний комплекс спрямовується вниз.

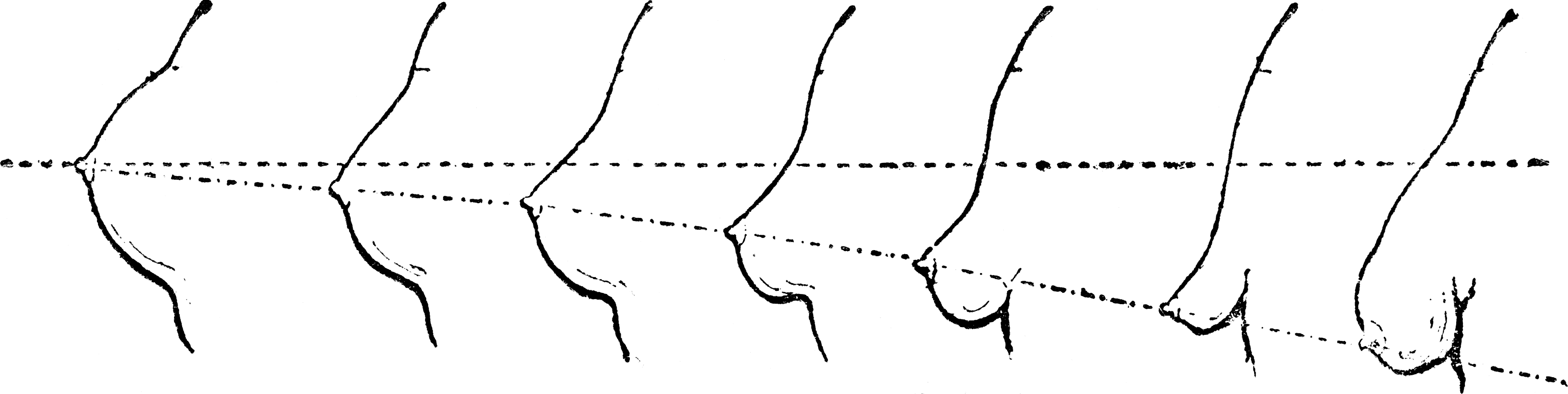
Сім стадій птозу грудей

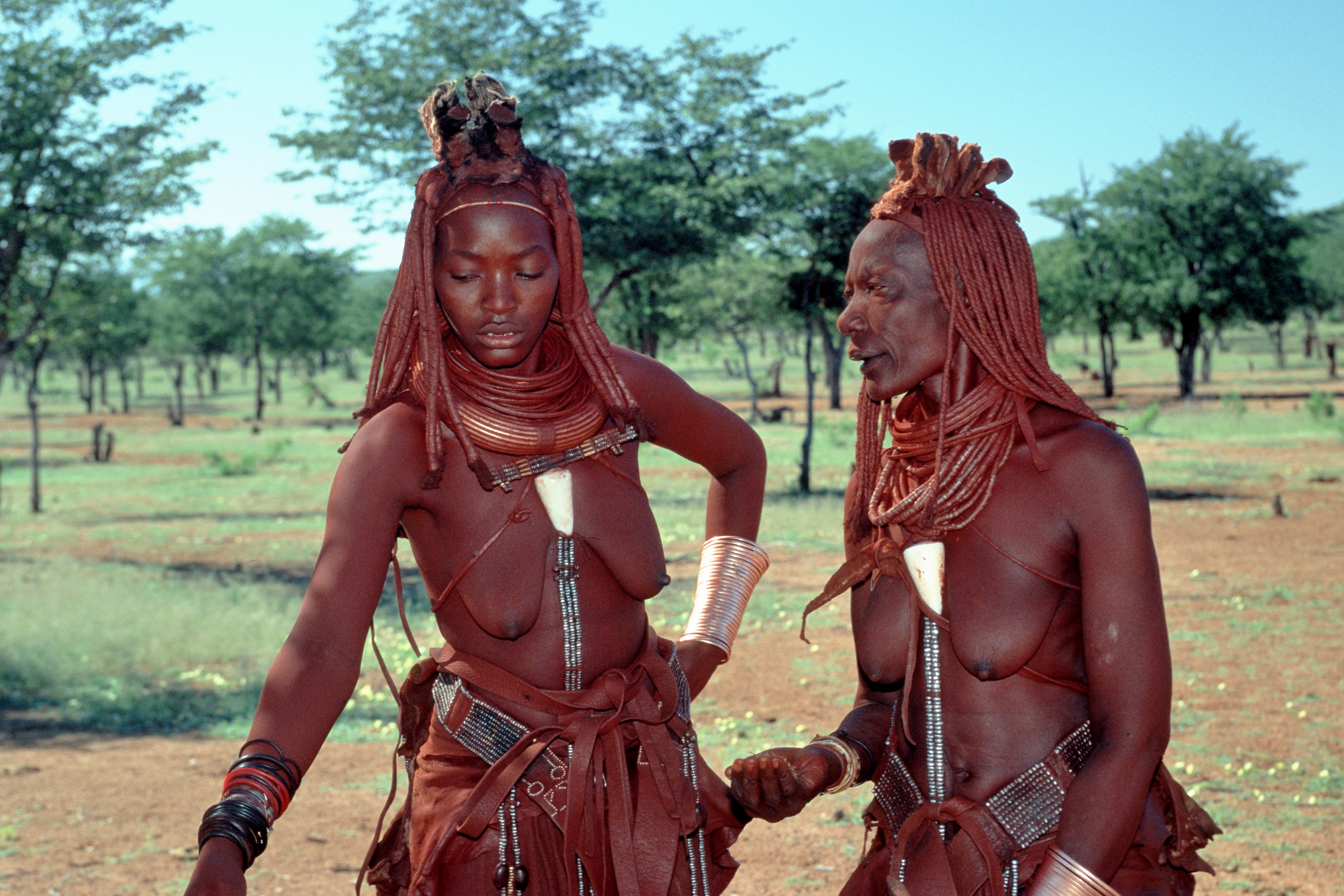
Донька та мати з птозом, Намібія

Швидкість і виразність мастоптозу залежать від спадковості, паління, індексу маси тіла, кількості вагітностей, розміру грудей до вагітності і віку, що підсилює всі ці фактори. Спадковість визначає еластичність і розмір грудей, а також баланс жиру і залозистої тканини. Набір ваги зі збільшенням грудей і зростанням їх еластичності також впливають на розвиток мастоптозу, не пов'язаний з грудним вигодовуванням і не профілактується носінням бюстгальтера. Носіння бюстгальтера, згідно з новими дослідженнями, навпаки провокує обвисання грудей.

## У сексуальному житті
Соски є однією з головних ерогенних зон жінки, вони ерегують при сексуальному збудженні, стимуляції, а також пониженні температури. Поширеними формами прелюдії є мануальна та оральна стимуляція сосків. Пальцеві вібратори для сосків та прищепки для сосків застосовуються рідше.

## Захворювання грудей
До захворювань, які вражають молочну залозу, належать:

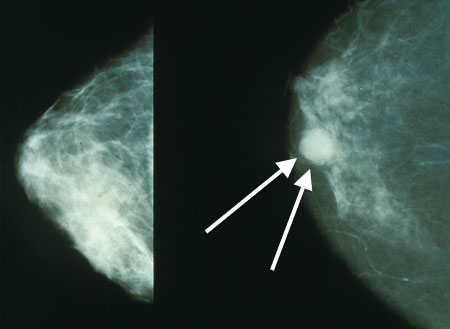
Рак молочної залози на мамограмі

- Рак молочної залози — злоякісні утворення різних типів, що вражають молочну залозу; один з найпоширеніших та найменш діагностованих раків, може бути безсимптомним та вимагає регулярного профілактичного гінекологічного огляду.
- Гемангіома молочної залози — доброякісна пухлина судин,
- Мастопатія — фіброзно-кістозний стан грудей внаслідок гормонального розладу,
- Мастит — інфекційно-запальний процес у молочній залозі,
- Гіпогалактія — недостатня лактація,
- Надмірна лактація,
- Лактостаз — застій молока у протоках молочних залоз,
- Тріщини сосків — пошкодження сосків під час грудного вигодовування,
- Грудні грудки — можуть бути симптомом ряду захворювань,
- Політелія — додаткові соски по молочних лініях (іноді здатні продукувати молоко),
- Мастоптоз — опускання та втрата пружності молочними залозами.

## Хірургічні втручання

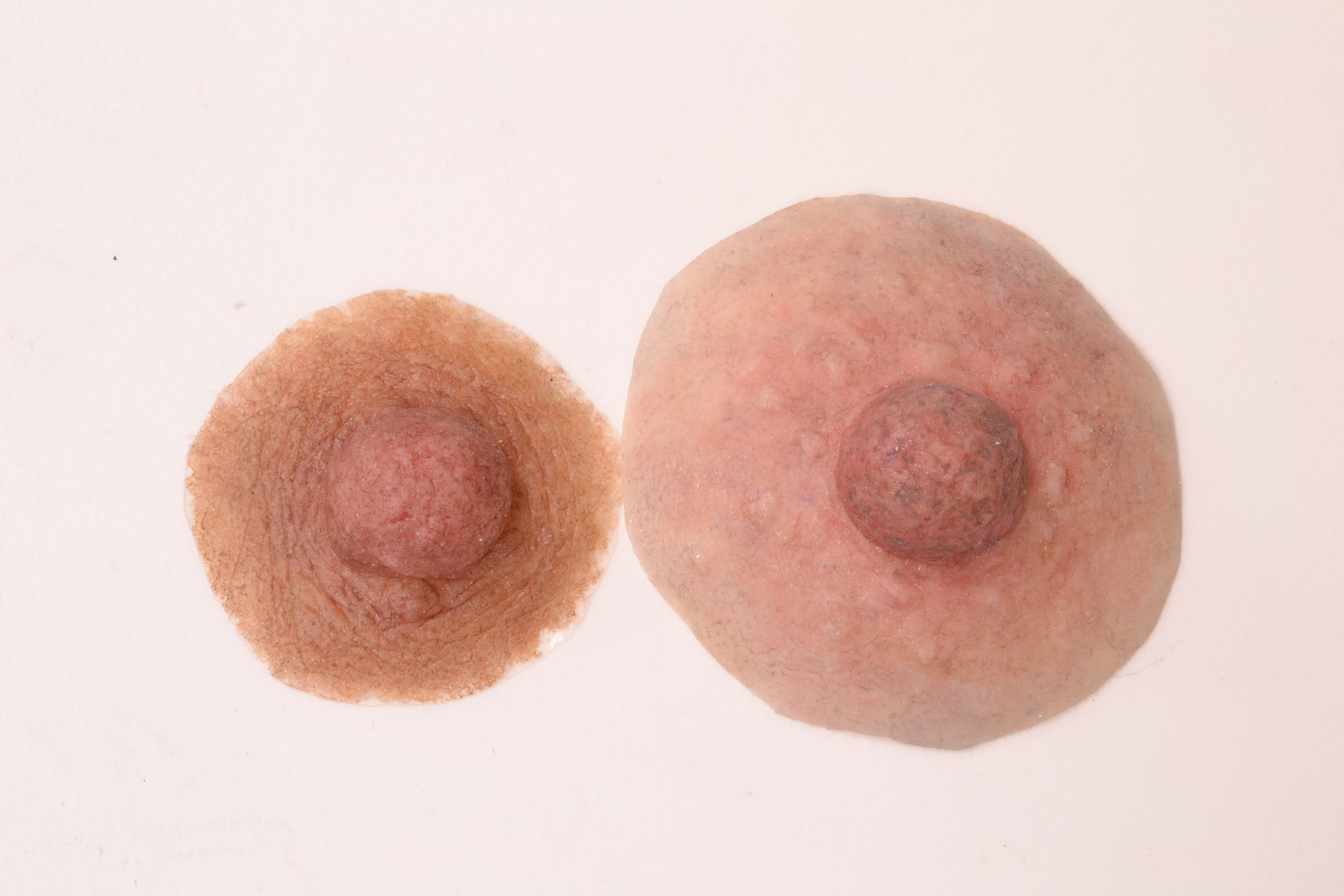
Протези сосків з ареолами

- Протези сосків з ареоламиМастектомія — видалення однієї чи обох грудей при захворюваннях грудей чи для їх профілактики (наприклад, високий ризик раку молочної залози, підтверджений мутаціями в генах BRCA1 і BRCA2)
- Зменшення грудей — за медичними показаннями при хворобах, що спричинюють їх розростання, або через дискомфорт від розміру грудей,
- Маммопластика, реконструкція соска — після хірургічних втручань, травм,
- Збільшення грудей — косметична операція, не має медичних показань.

## Груди чоловіків
Чоловічі груди анатомічно подібні до жіночих, але не розвиваються внаслідок дії гормонів у період статевого дозрівання. За певних умов (застосування специфічної гормональної терапії) або розвитку патології (гінекомастія) чоловічі груди також можуть виробляти молоко[джерело?].
Серед захворювань, що вражають чоловічі груди:
- Гінекомастія — розростання грудей внаслідок гормональних порушень,
- Рак молочної залози.

## Груди у культурі

### Стародавня Європа

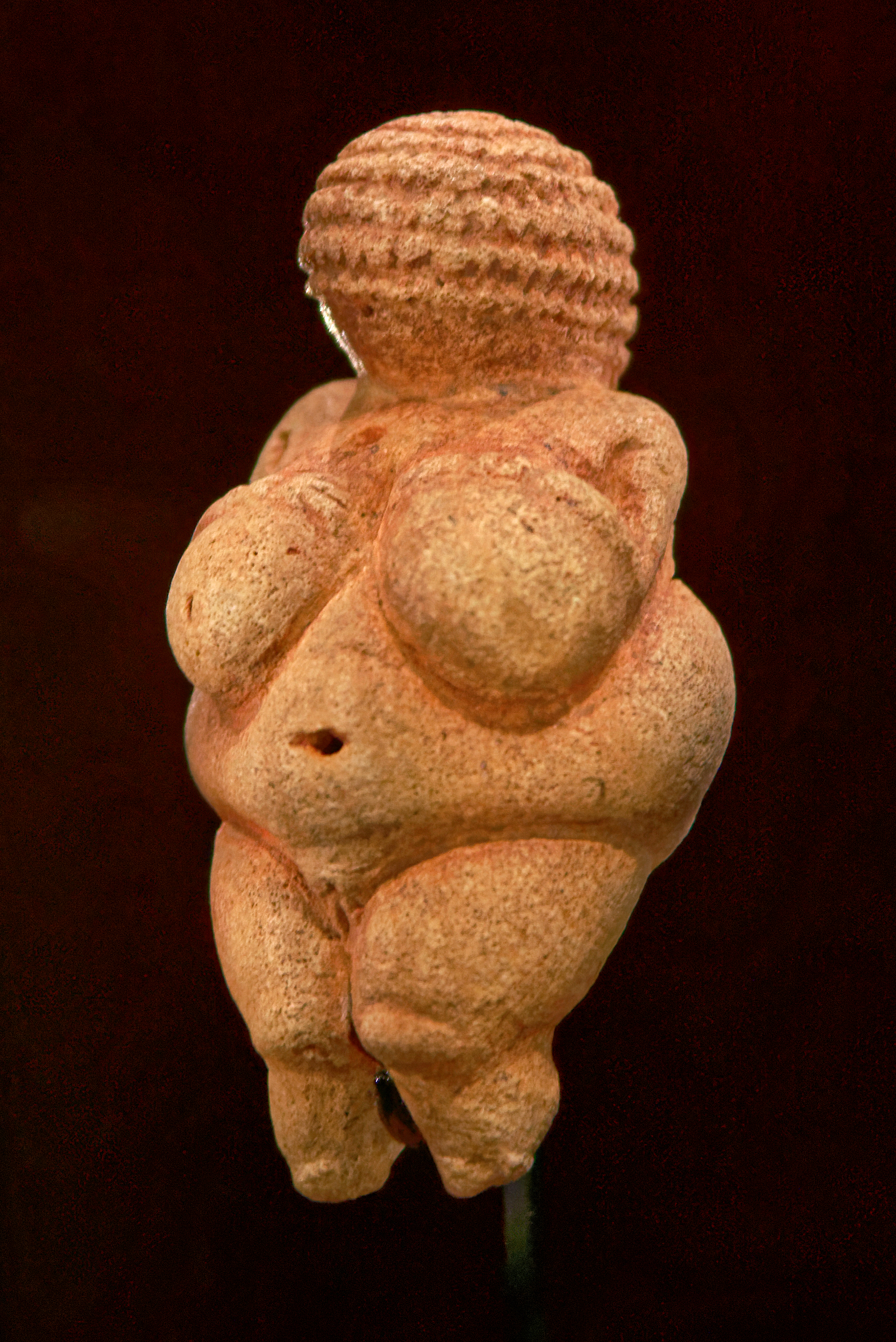
Віллендорфська Венера з руками на грудях, 23—22 тис. р. до н. е.

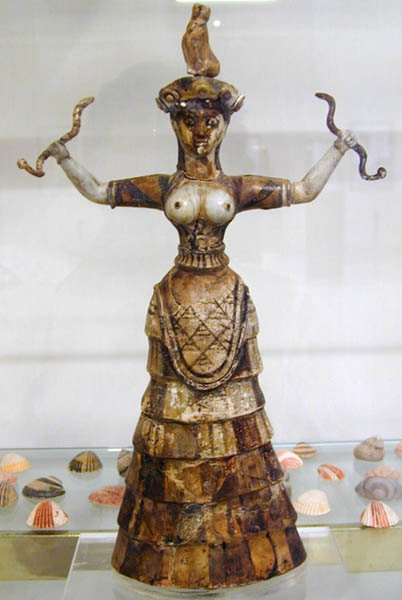
Богиня зі зміями, крито-мінойська культура, біля 1600 до н. е.

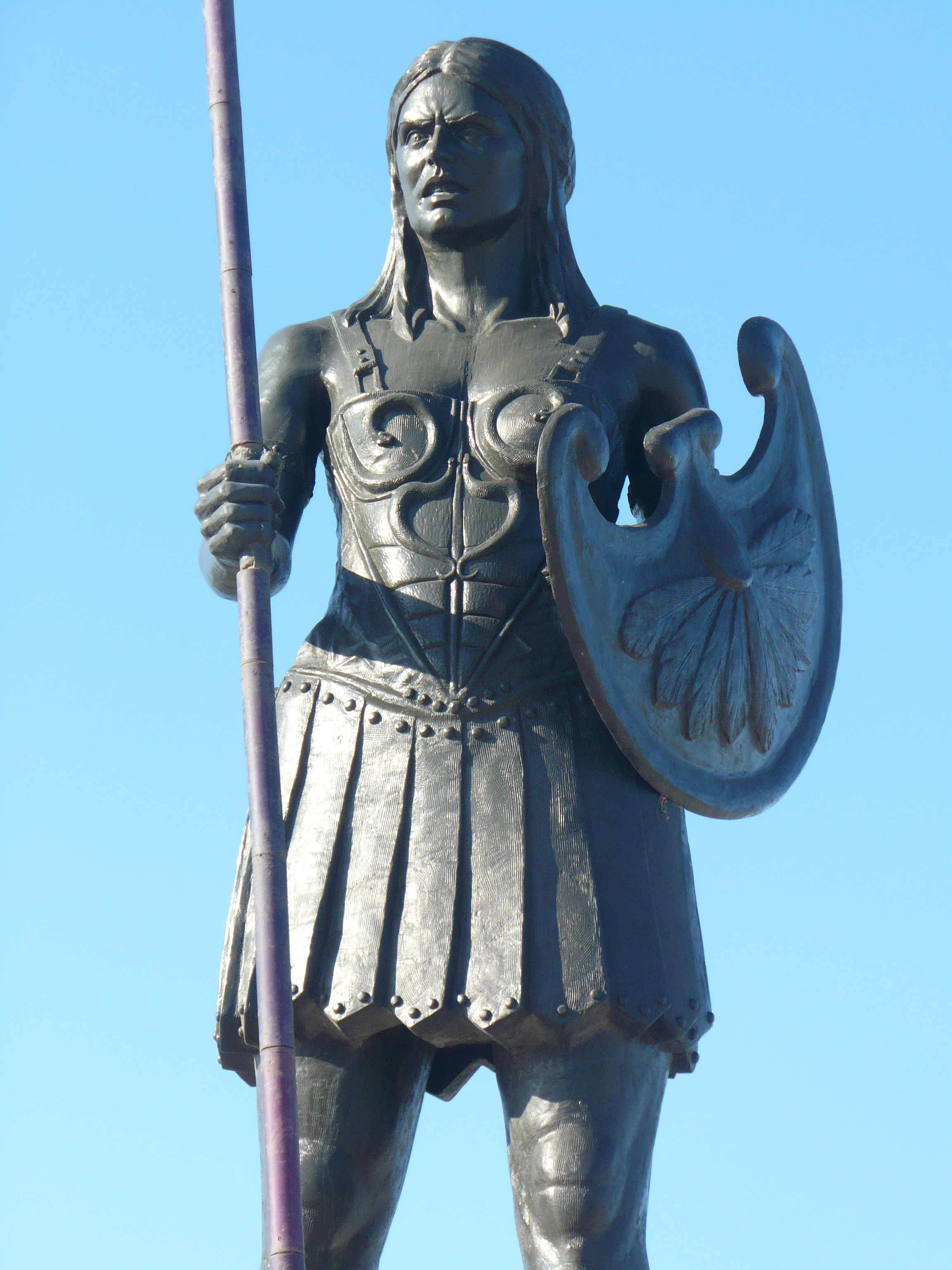
Амазонка з видаленою правою груддю, Самсун

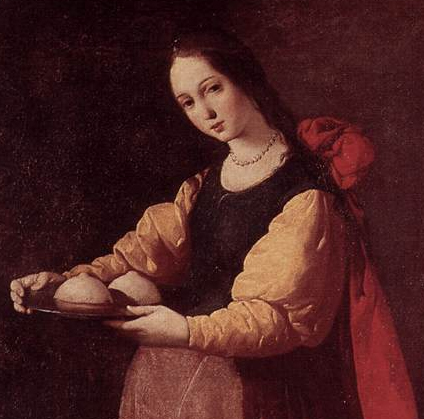
Відрізані груди святої Агати — класичний сюжет європейського живопису. Франсіско де Сурбаран

Серед цивілізацій доісторичної Європи зображення жіночих постатей з вираженими або перебільшеними грудьми були дуже поширеними. Типовий приклад скульптурної форми — Венера Віллендорфська, одна з багатьох палеолітичних статуеток Венери, з широкими стегнами і грудьми. Найдавніші археологічні артефакти, такі як посудини, наскельні малюнки і статуї із зображенням жінок з оголеними грудьми датовані близько 15 000 до н. е. Вони зустрічаються і пізньої античності по свій території Європи, Північної Африки та Близького Сходу.
Образи більшості жіночих божеств, які уособлювали чи покровительствували коханню і фертильності, були пов'язані з грудьми і грудним молоком. Фінікійська богиня Астарта часто зображувалася стовпами, поверхня яких була всіяна малюнками грудей. Єгипетська богиня Ісіда, яка серед іншого уособлювала ідеал материнства, часто зображувалася у мить вигодовування фараонів, підтверджуючи тим самим їхній божественний статус правителів. Деякі чоловічі божества, що уособлювали відродження та родючість, також іноді представлялися із «грудьми-додатками», як, наприклад, річковий бог Хапі, відповідальний за щорічний розлив Нілу.
Жіночі груди були важливим символом для мінойської цивілізації. Донині збереглися статуетки так званої Богині зі зміями. У Стародавній Греції існувало кілька культів поклоніння «Куротрофос» — годуючій матері, із нею ототожнювалися богині Гея, Гера, Артеміда, Деметра. Поклоніння божествам, які слугували символами життєдайного початку жіночого грудного молока, у Греції стало менш поширеними тільки в першому тисячолітті. Однак розквіт грецьких міст-держав приніс нову хвилю обожнення богині-матері, згодом цю спадщину від Греції перейняв Стародавній Рим.
В середині першого тисячоліття до н. е., із поширенням християнства, грецька культура перейшла до поступової зміни сприйняття жіночих грудей. Жінки в мистецтві показувалися тепер вкритими одягом нижче шиї, зокрема і жіночі богині, наприклад Афіна, заступниця Афін. Хоча в перші століття траплялися винятки: Афродіта, богиня кохання, все ще зображувалася повністю оголеною, хоча і в позах, які повинні були підкреслити сором'язливість і скромність. Ймовірно, в цей час зародився переказ про плем'я амазонок, воїтельок, які підтримували стосунки з чоловіками лише для відтворення і аби стати кращими в бою стрільцями, видаляли одну грудь (ліву — для правші, або праву — для шульги) яка «заважала» стріляти з лука. Сказання про амазонок було надзвичайно поширеним мотивом у мистецтві як греків, так і римлян, слугуючи як прямо протилежна повчальна історія.

### Рекорди
- Лоло Феррарі занесена до Книги рекордів Гіннеса як володарка найбільших грудей у світі.[22]
- Володаркою найбільших натуральних грудей в Україні, відповідно до Національного реєстру рекордів, є 32-річна Міла Кузнєцова, у дівчини 13-й розмір грудей. До того рекорд належав, у 2016 році — Анні Рекало з Полтави[23], у 2015 році — вінничанці Надії Щербань[24], в обох — груди 11-го розміру.[25]

### Відео
- Як змінювалася мода на жіночі груди та які актуальні стандарти краси цієї частини тіла на YouTube 14 груд. 2021 р., 3"44'